# استیپونا
استیپونا (به اسپانیایی: Estepona) یکی از دهستان‌های اسپانیا است که در مالاگا واقع شده‌است.

## خصوصیات
استیپونا ۱۳۷ کیلومترمربع مساحت و ۵۸٬۶۰۳ نفر جمعیت دارد.

## نگارخانه

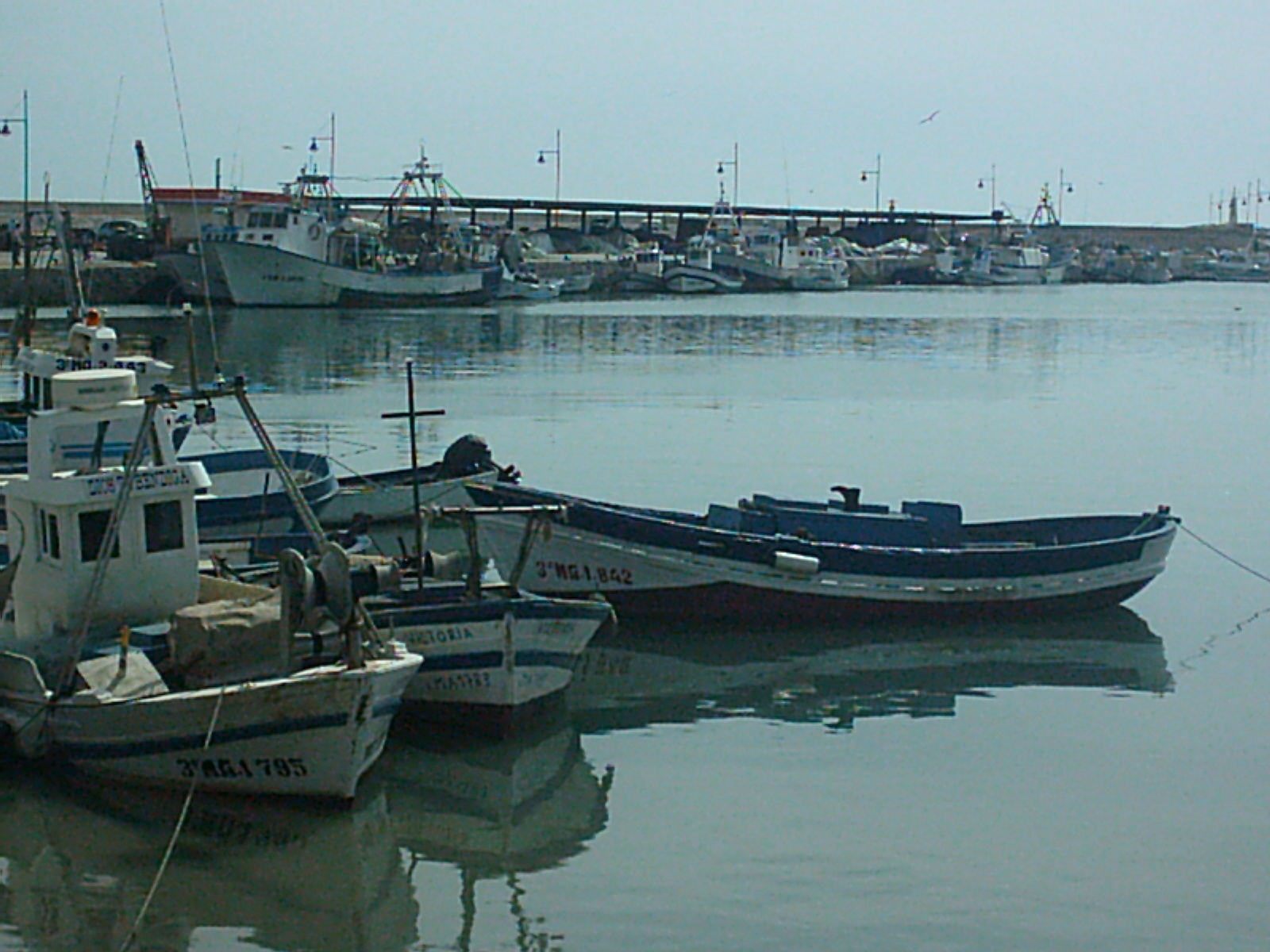
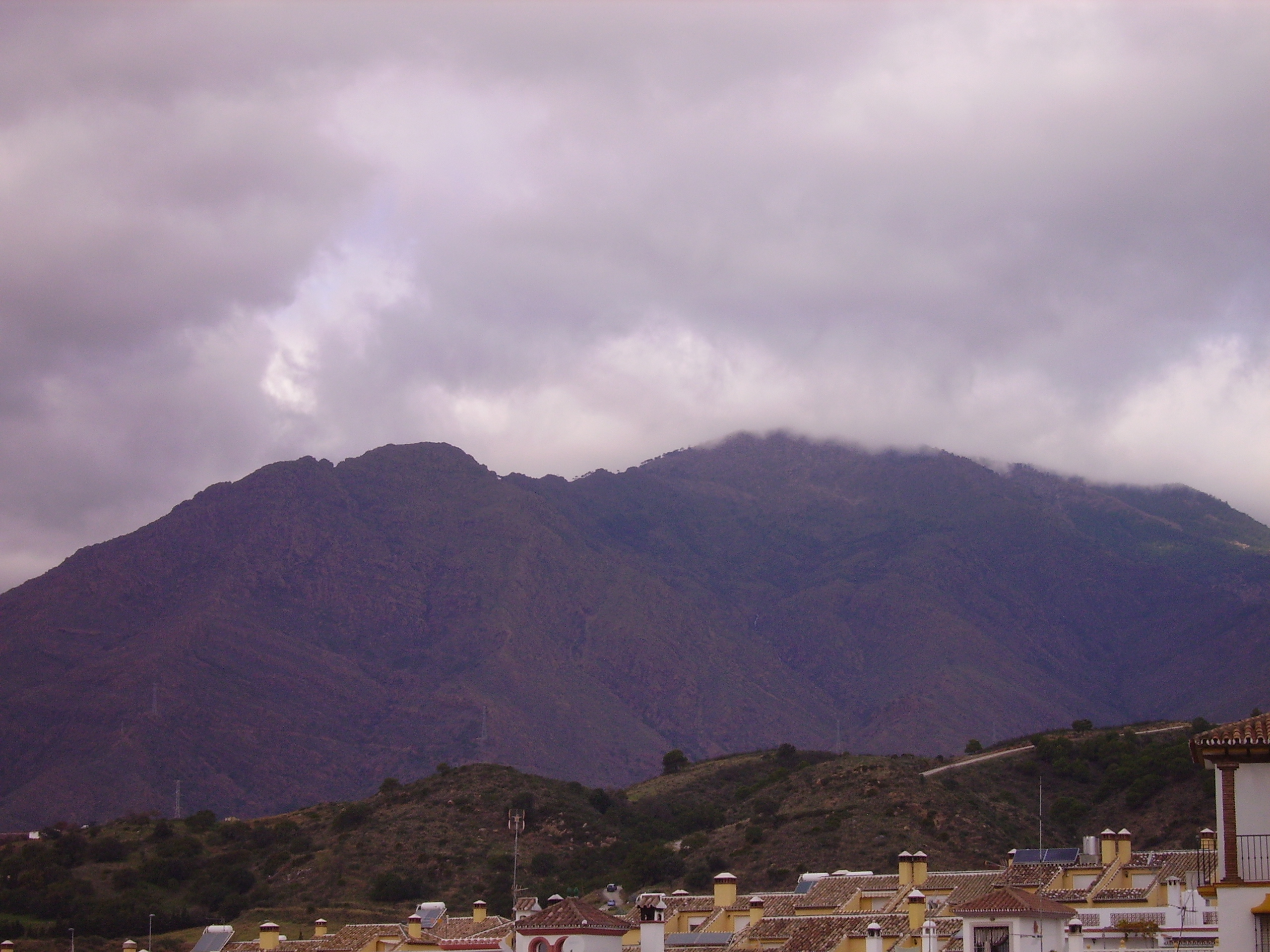
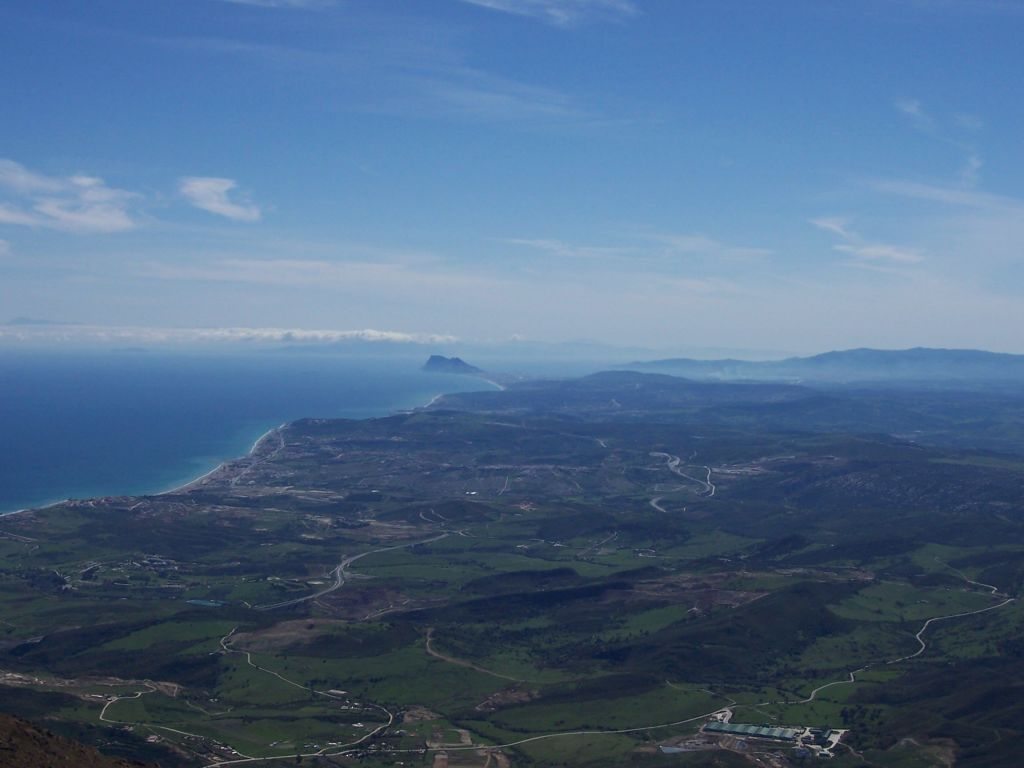
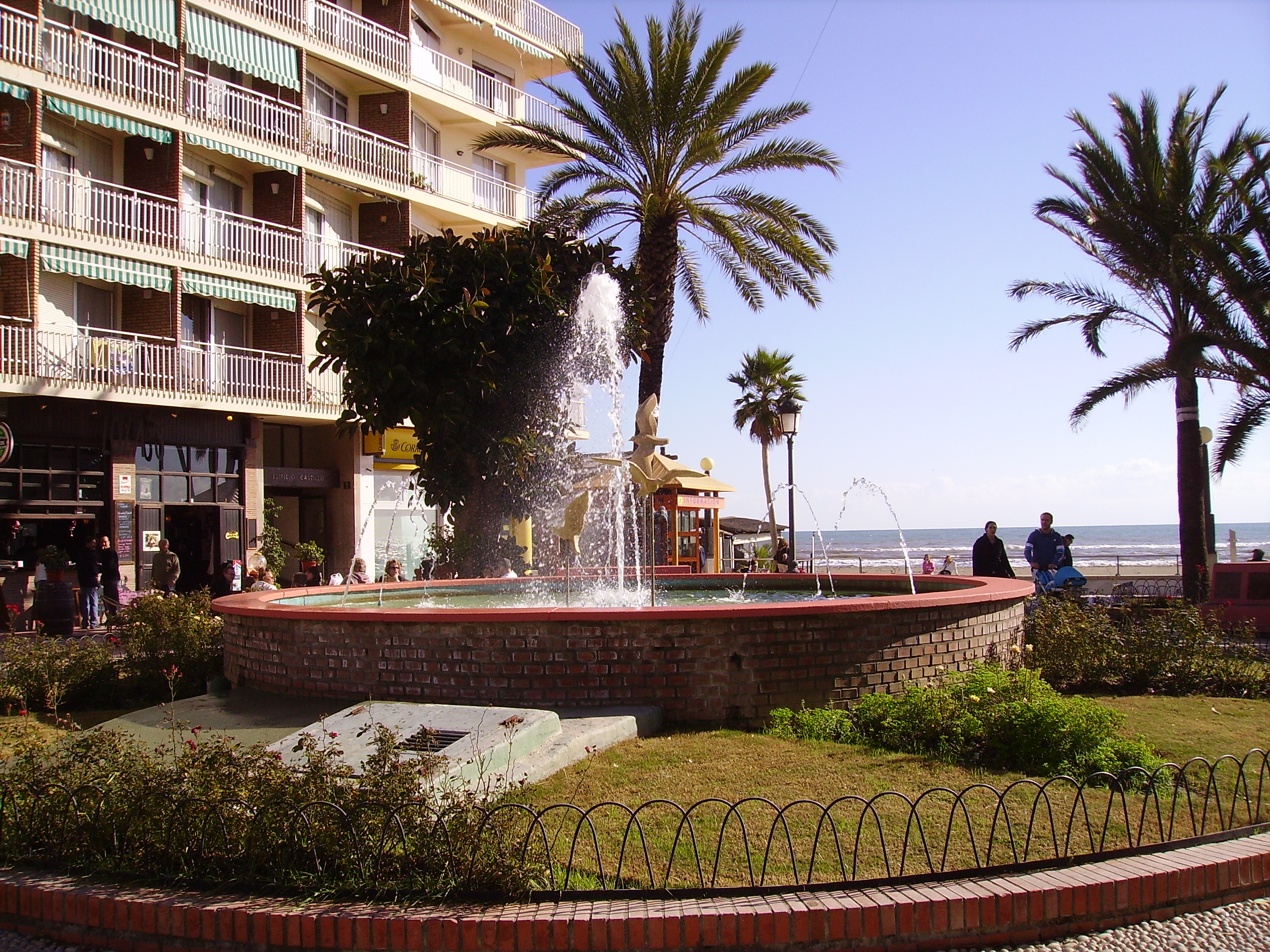
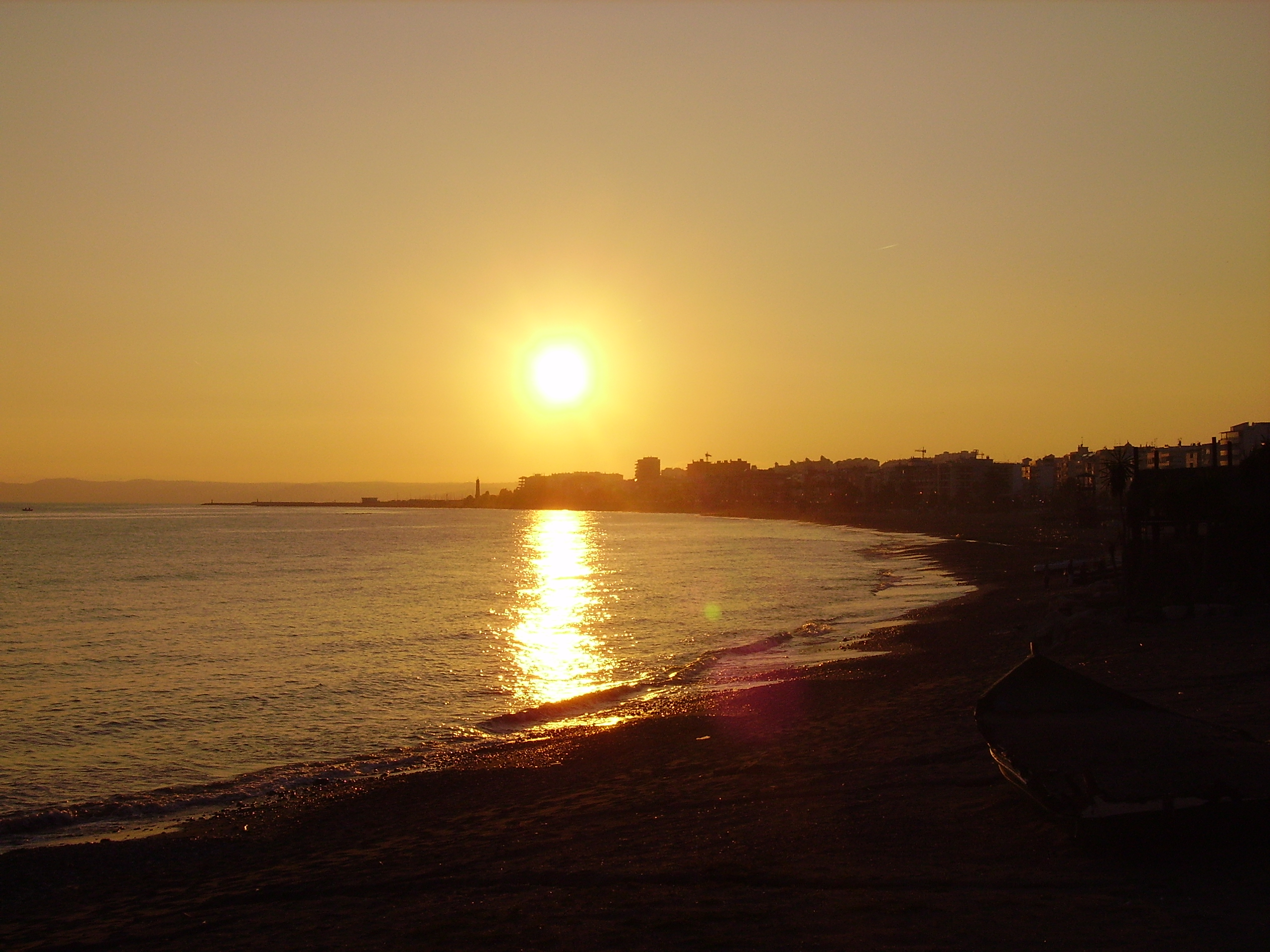
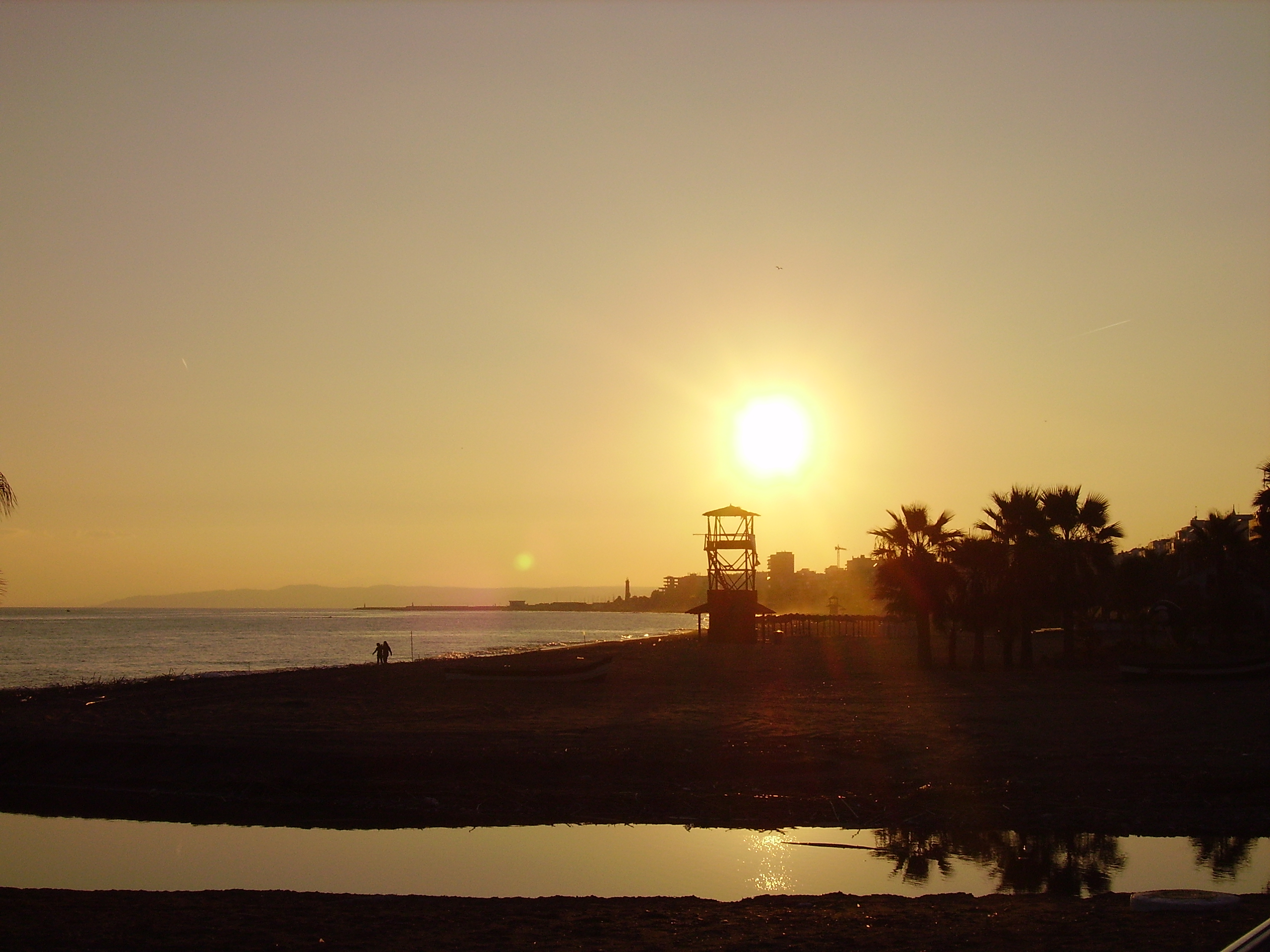
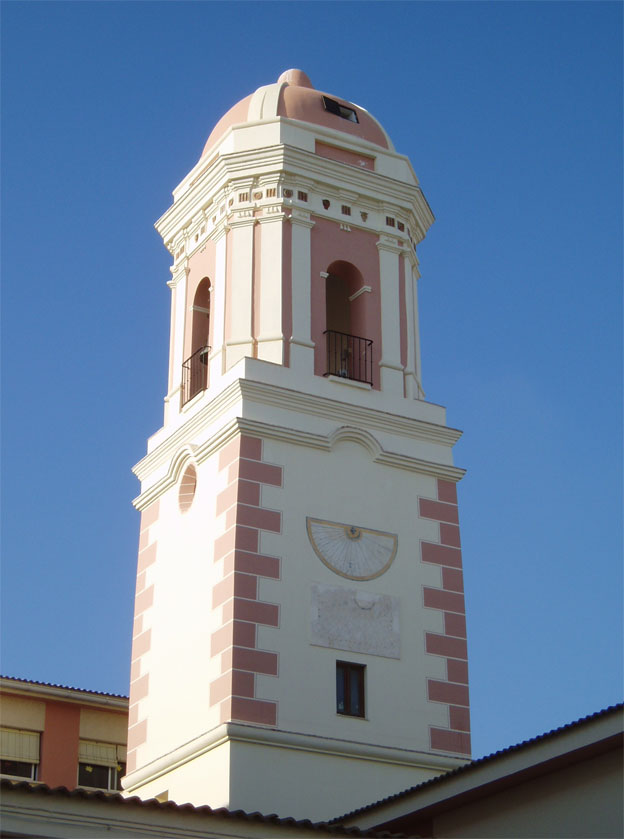
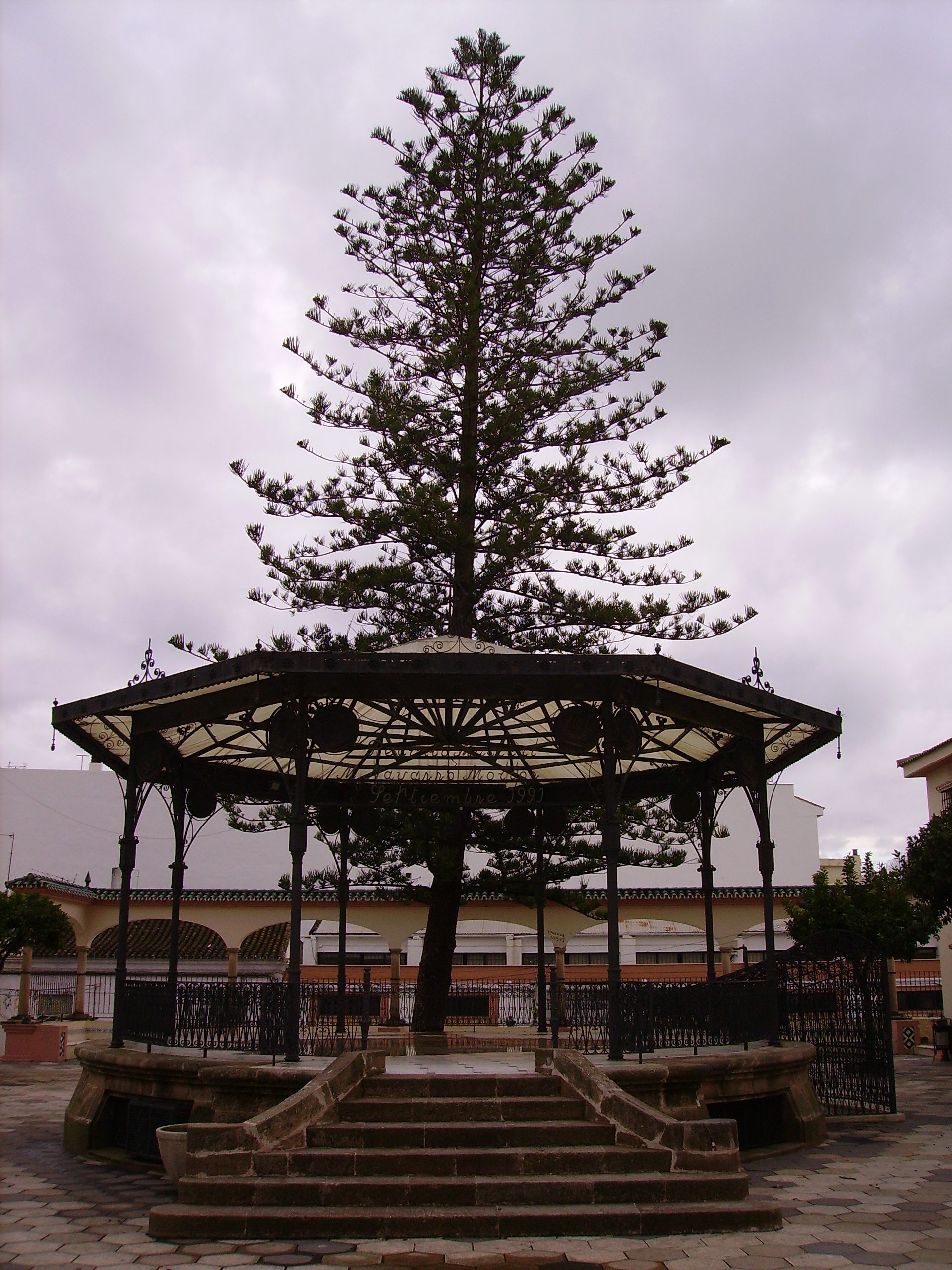
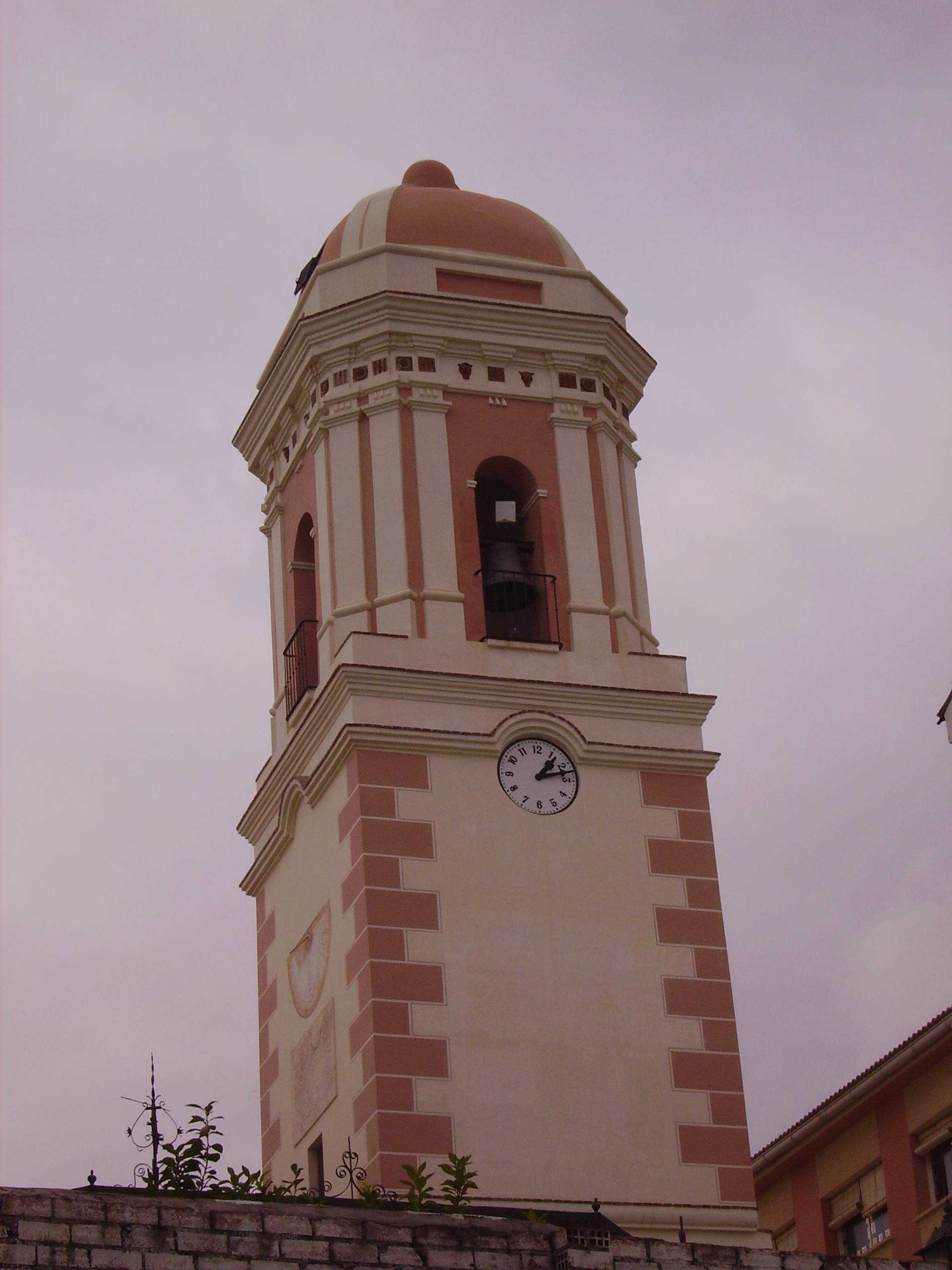
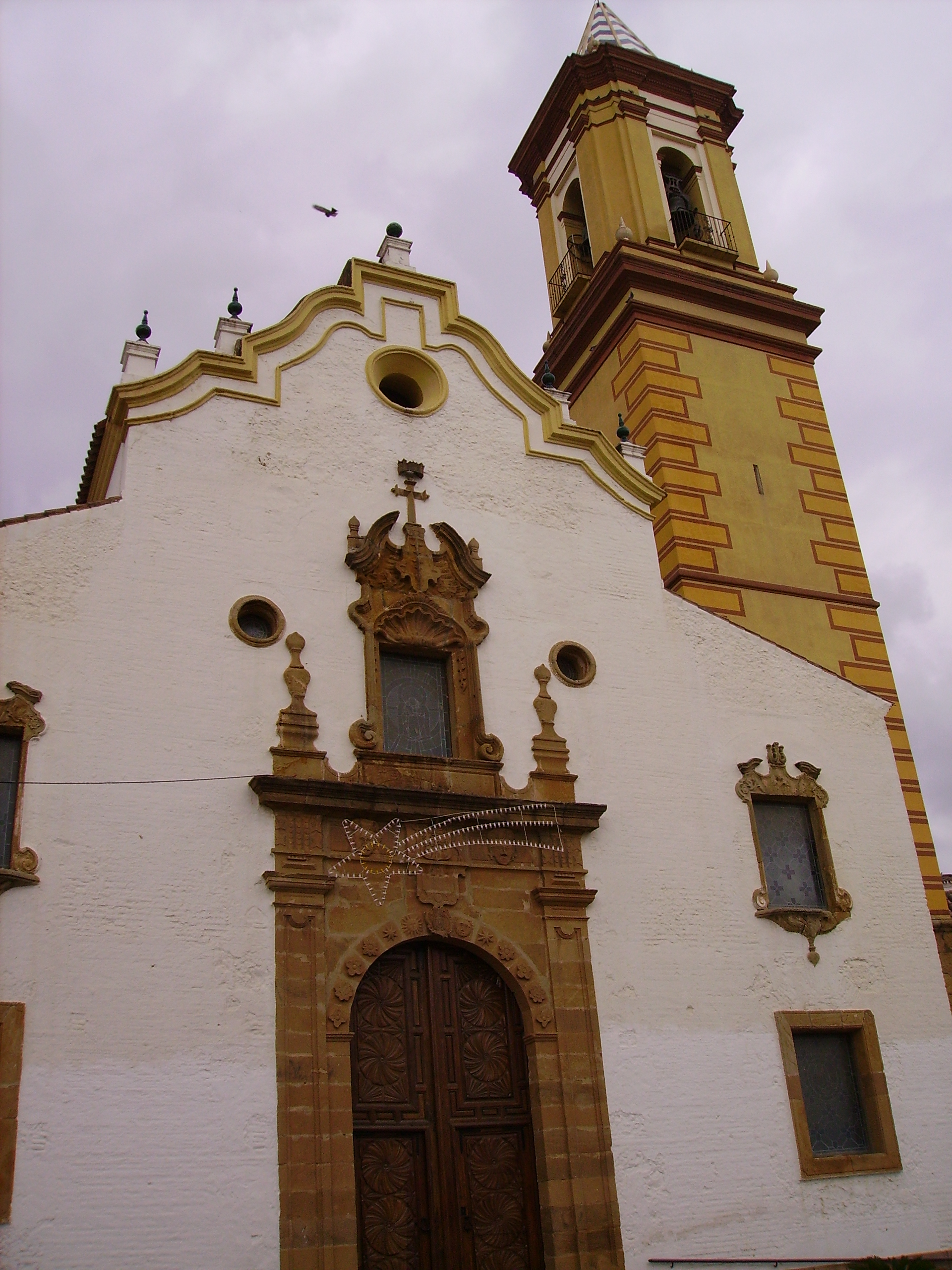
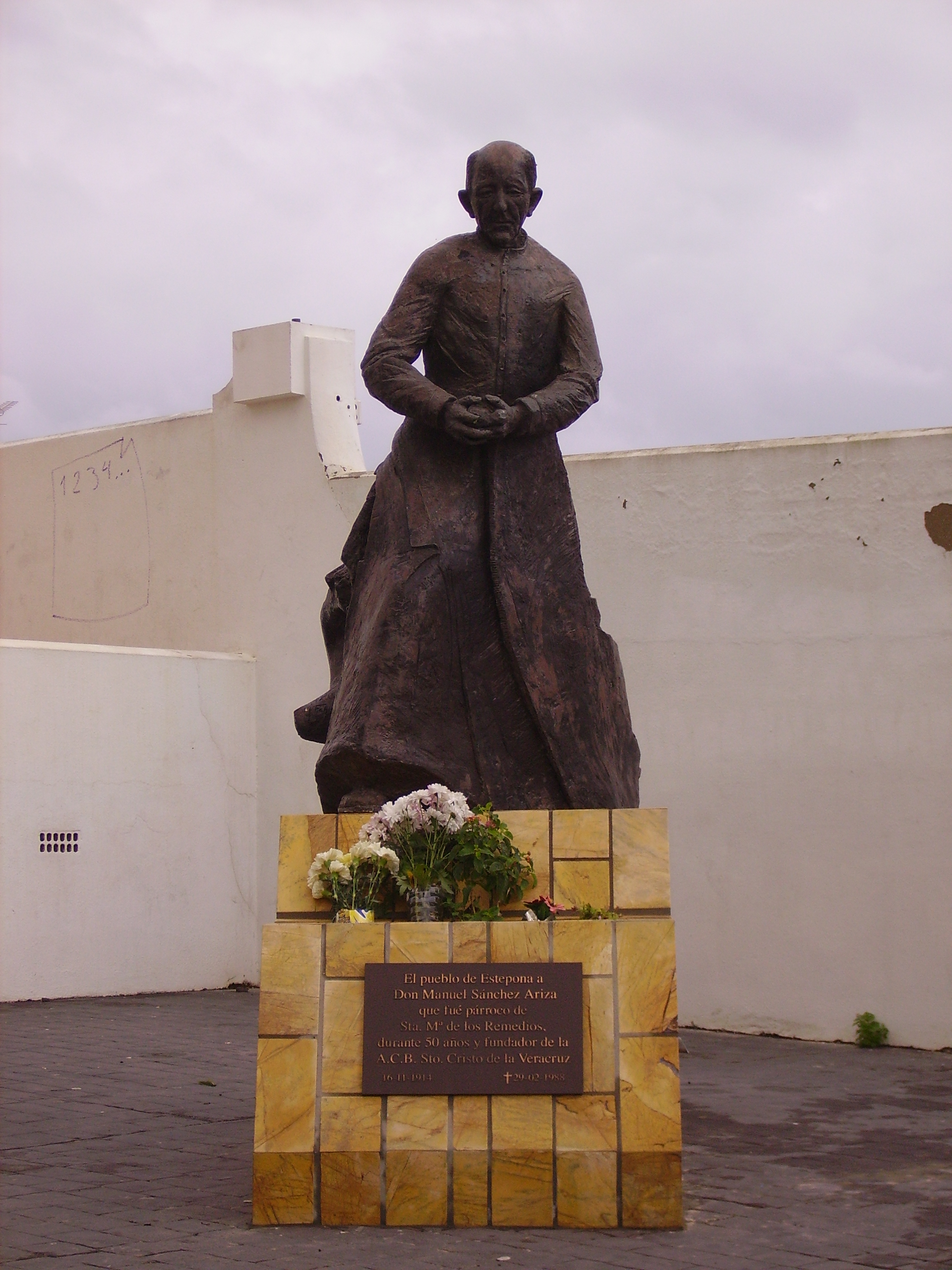
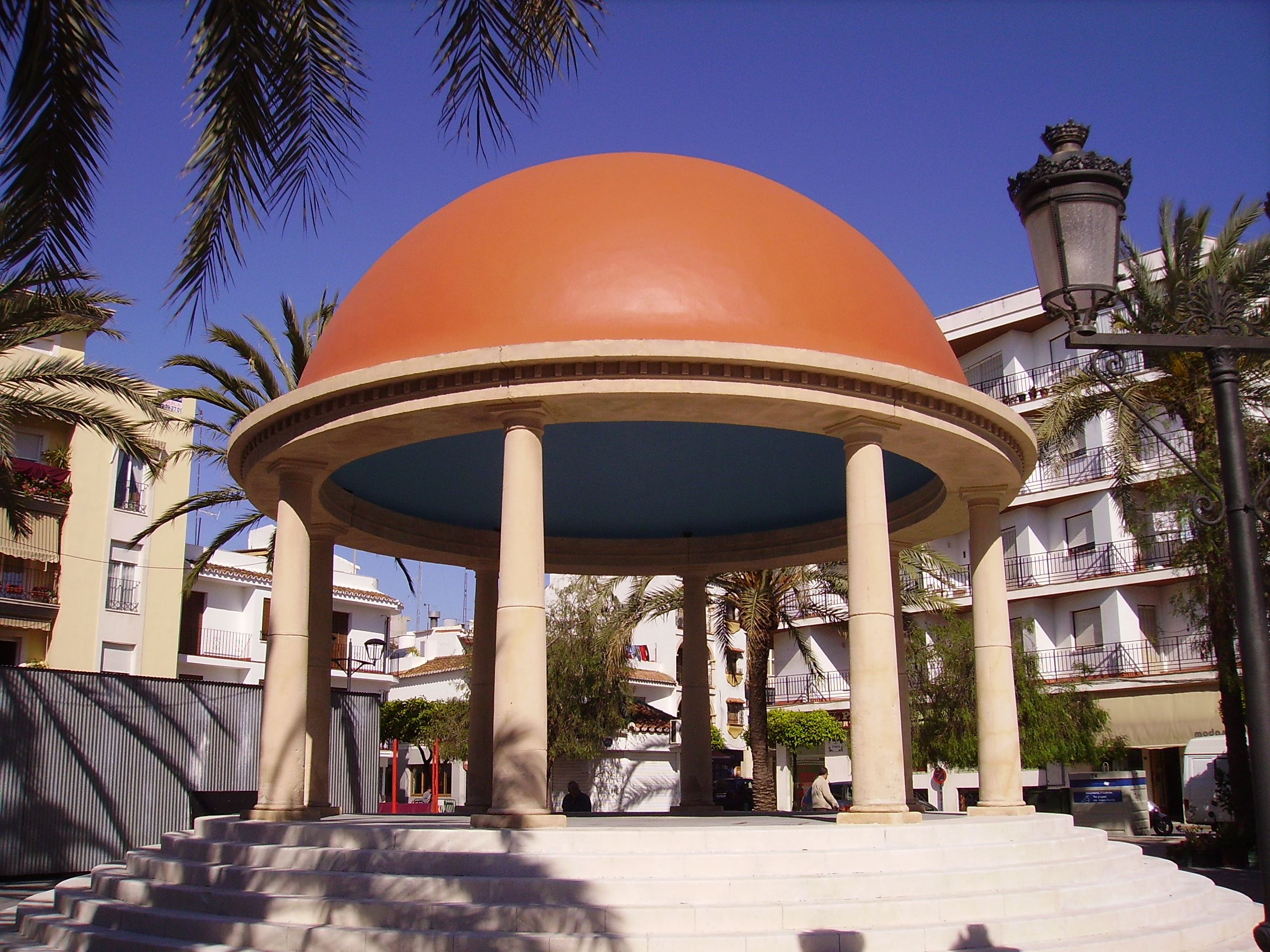
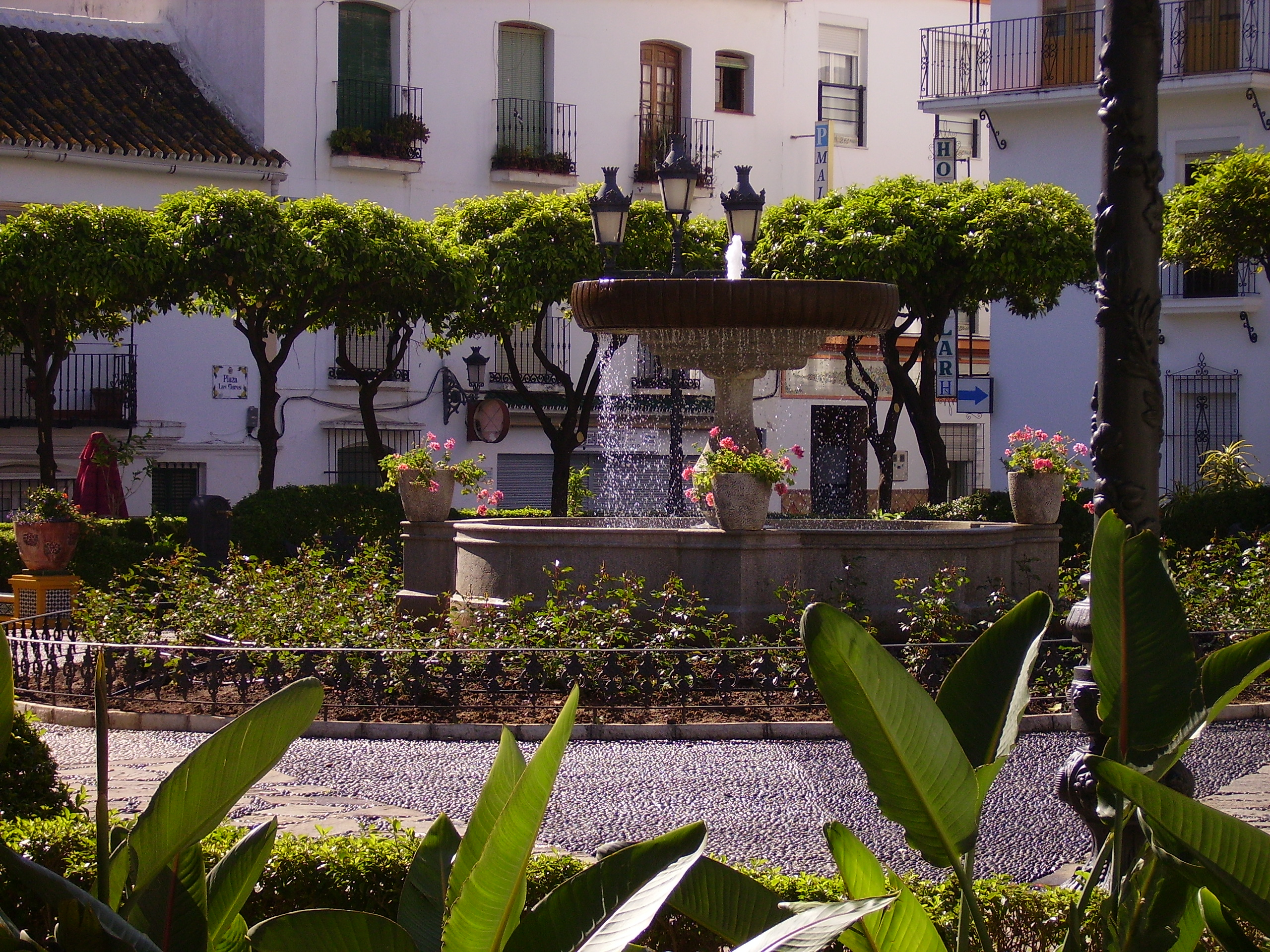
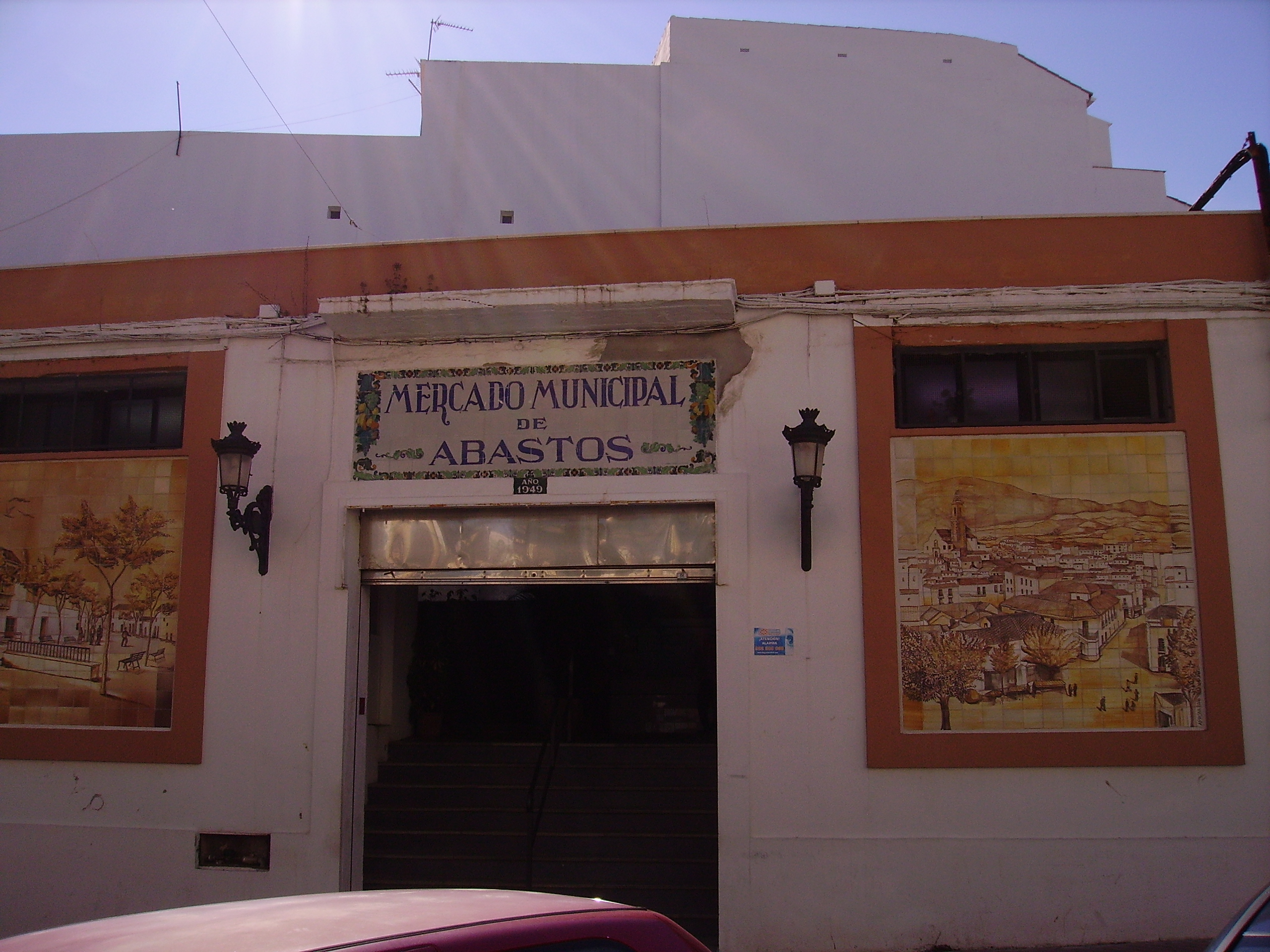
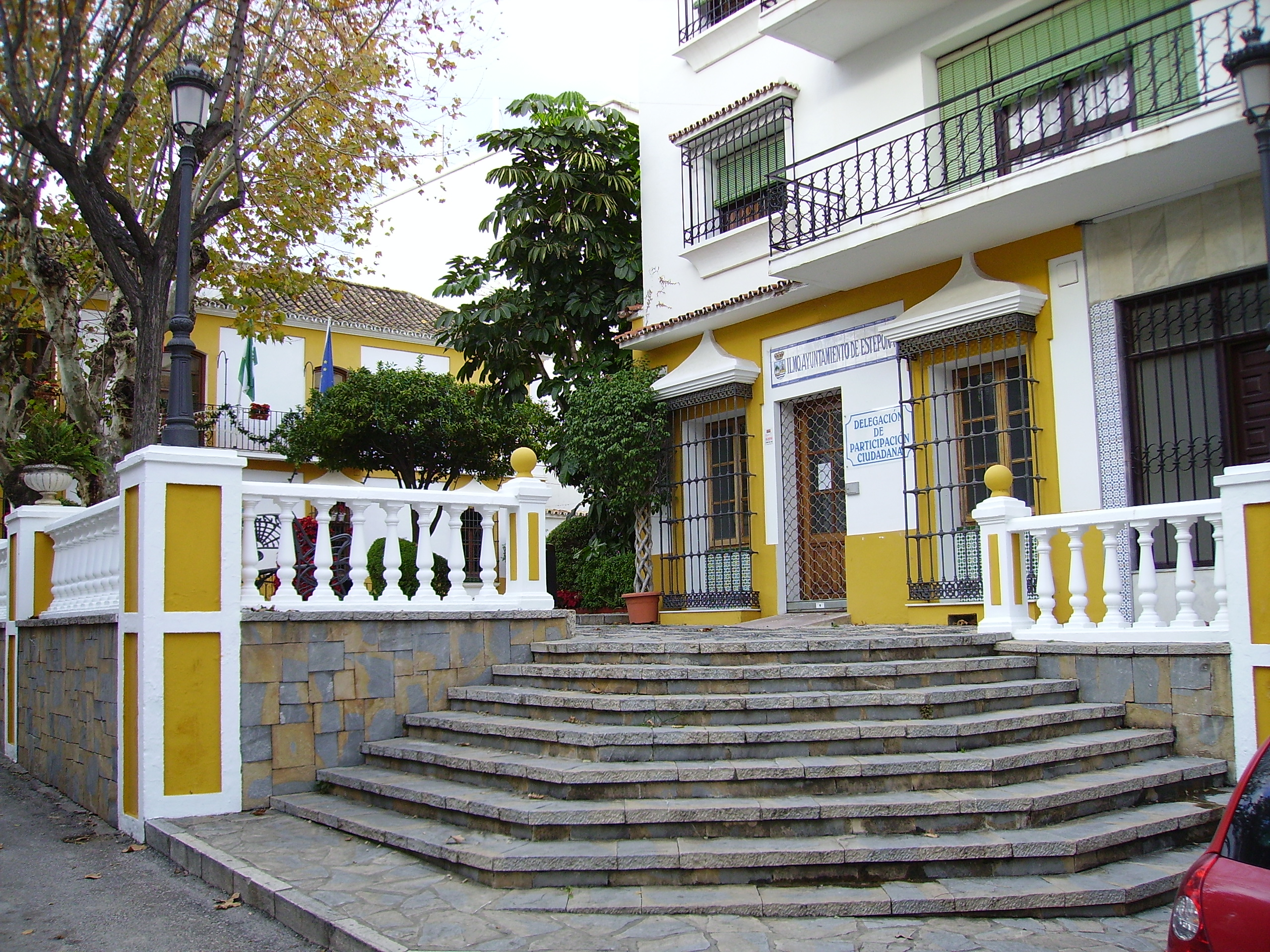
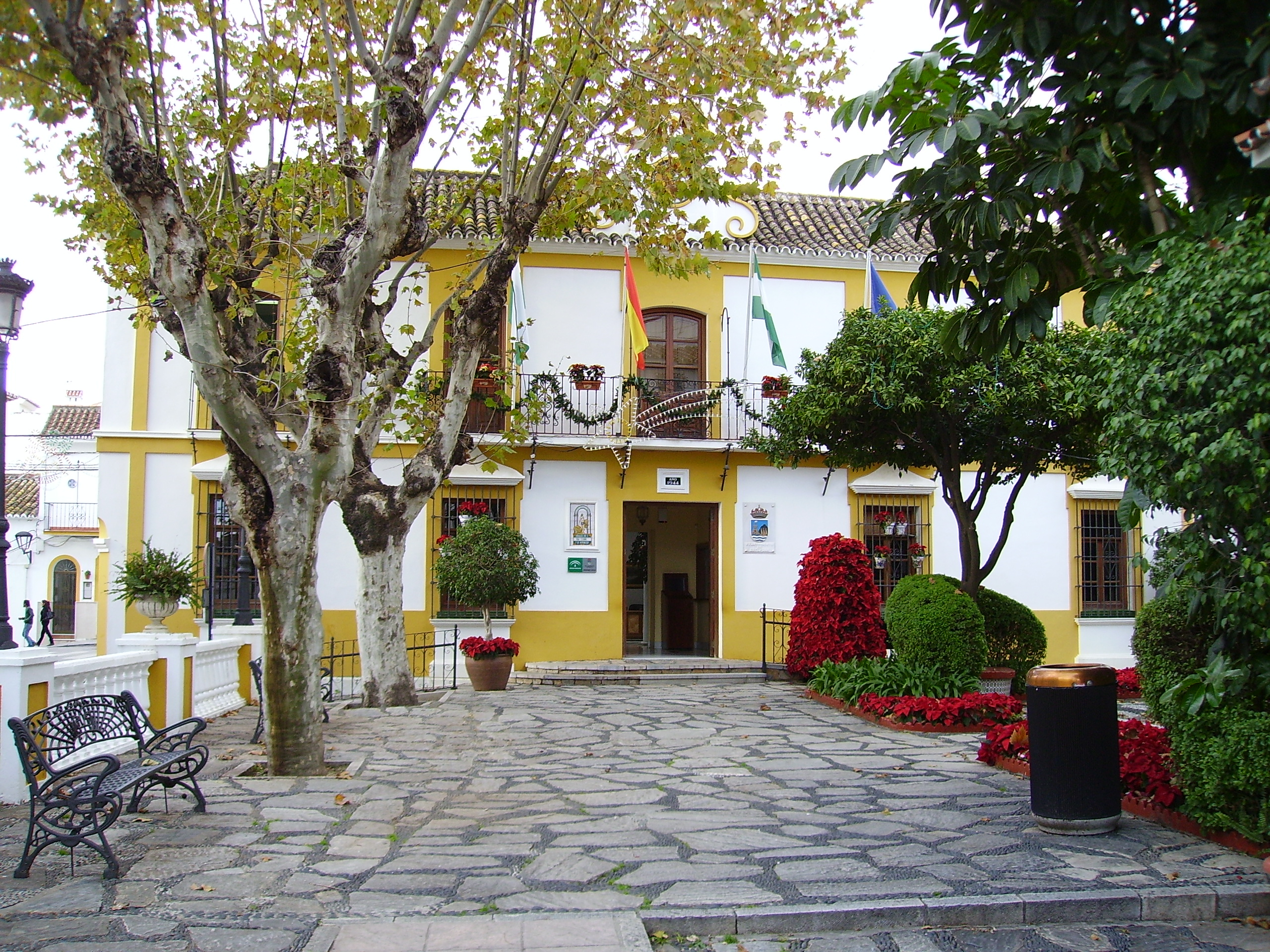
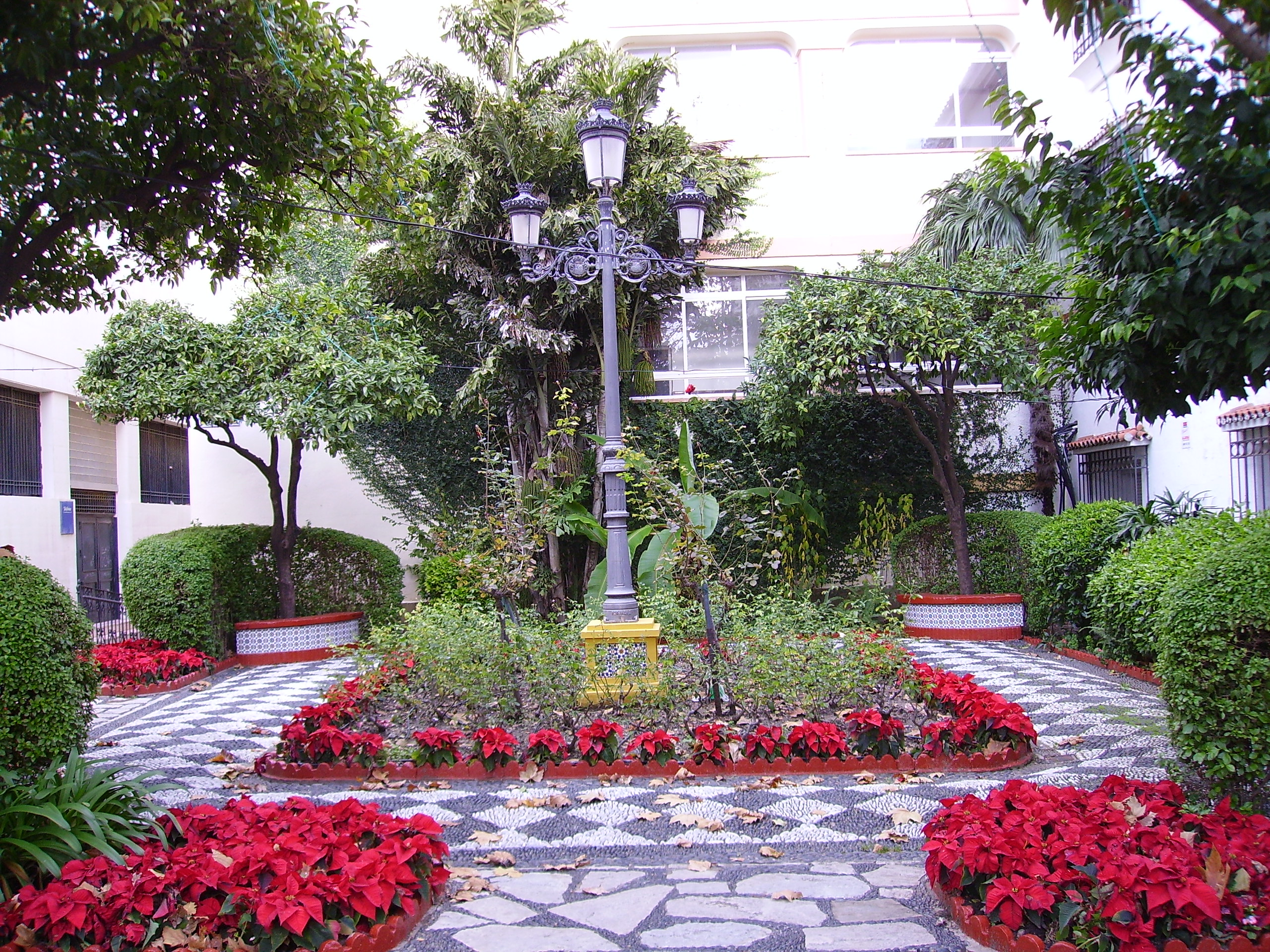
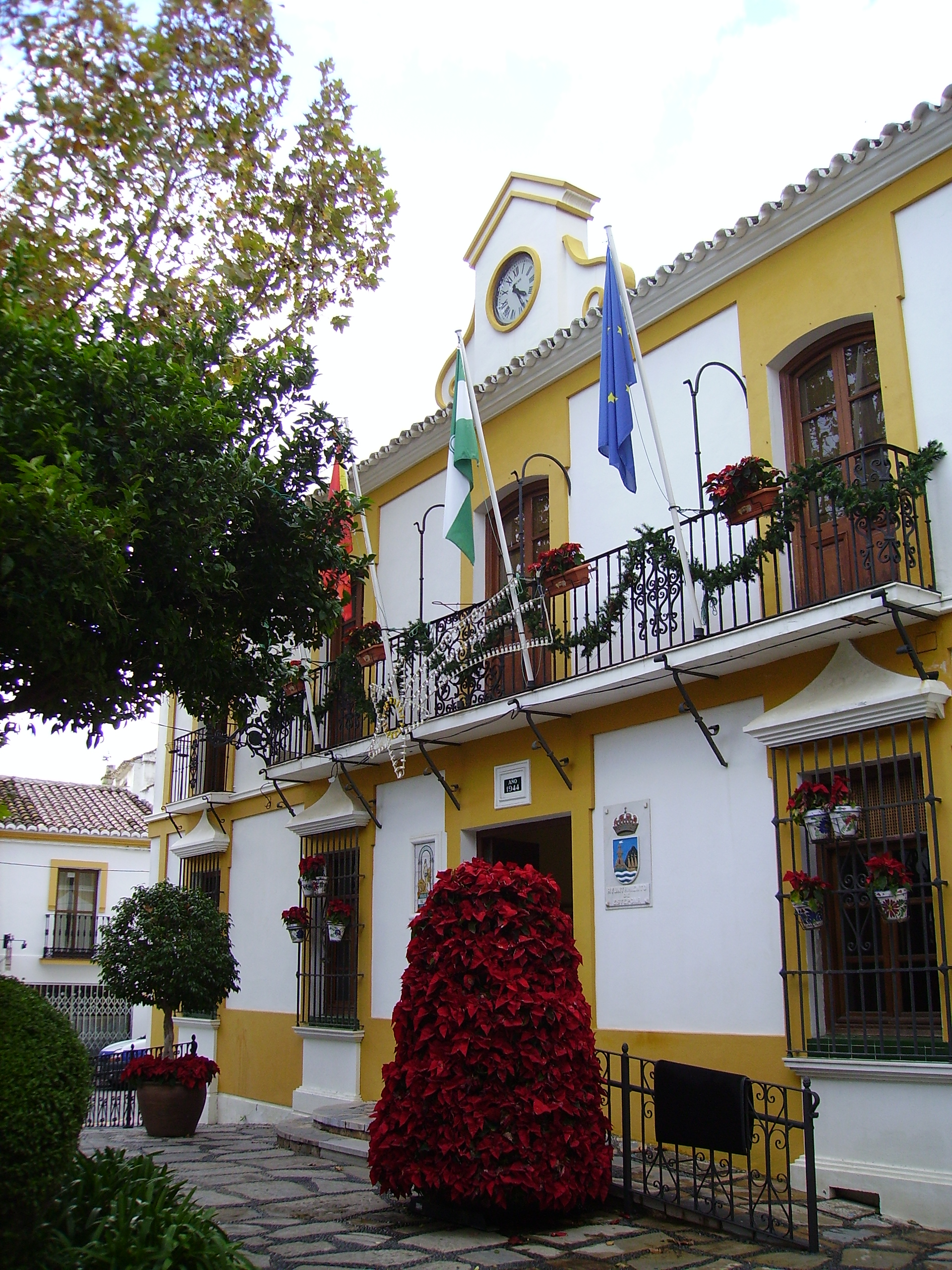
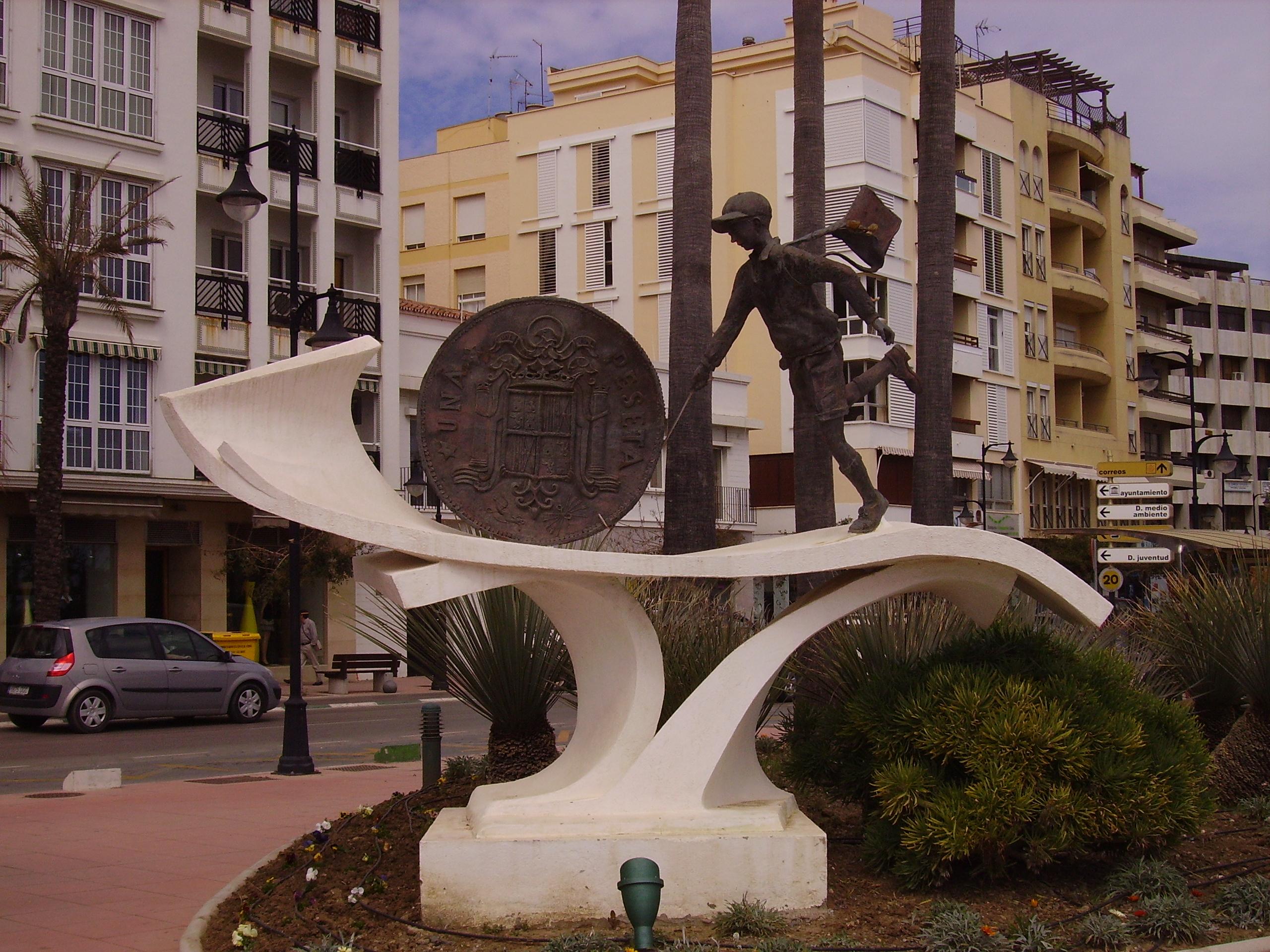
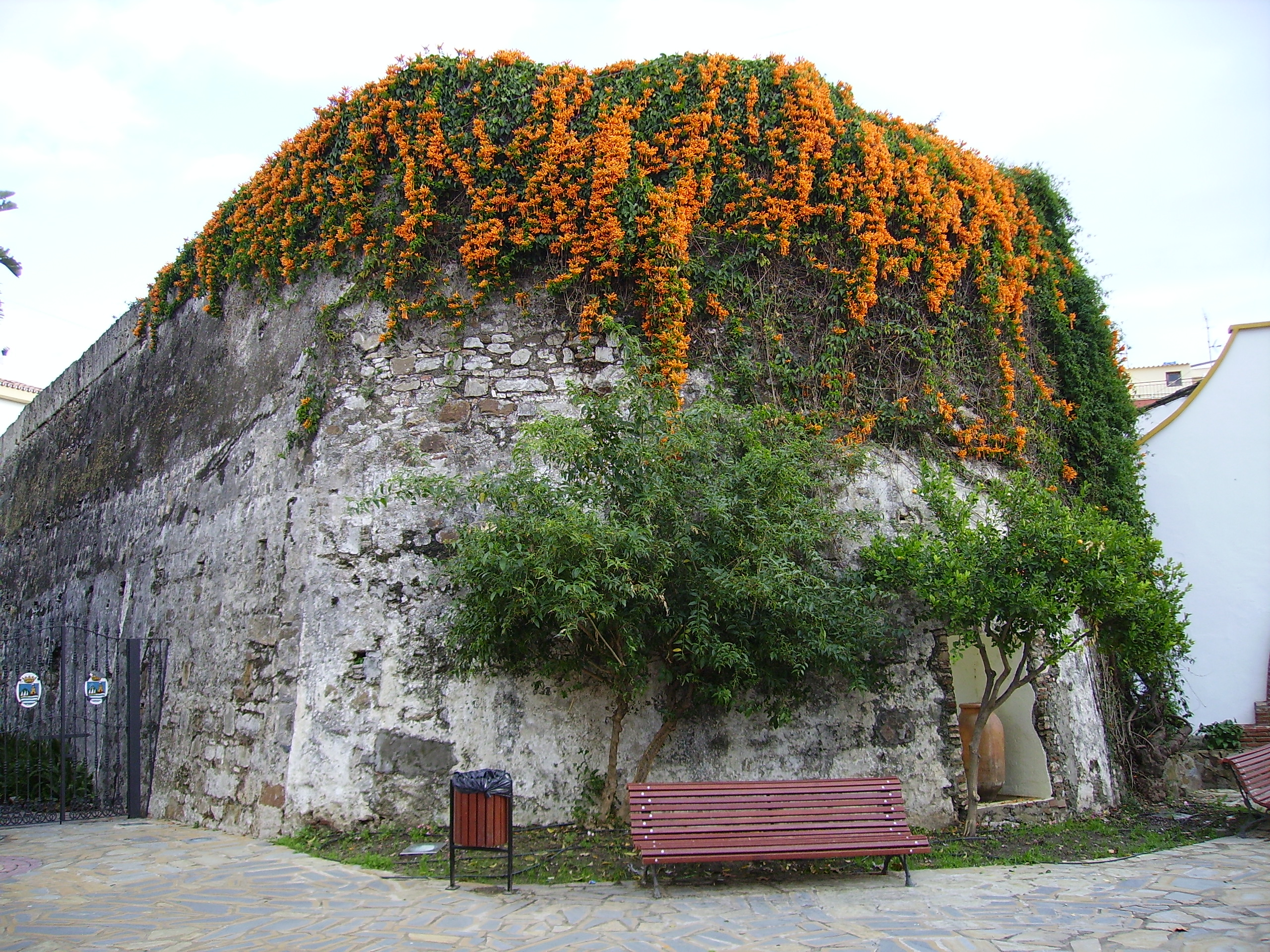
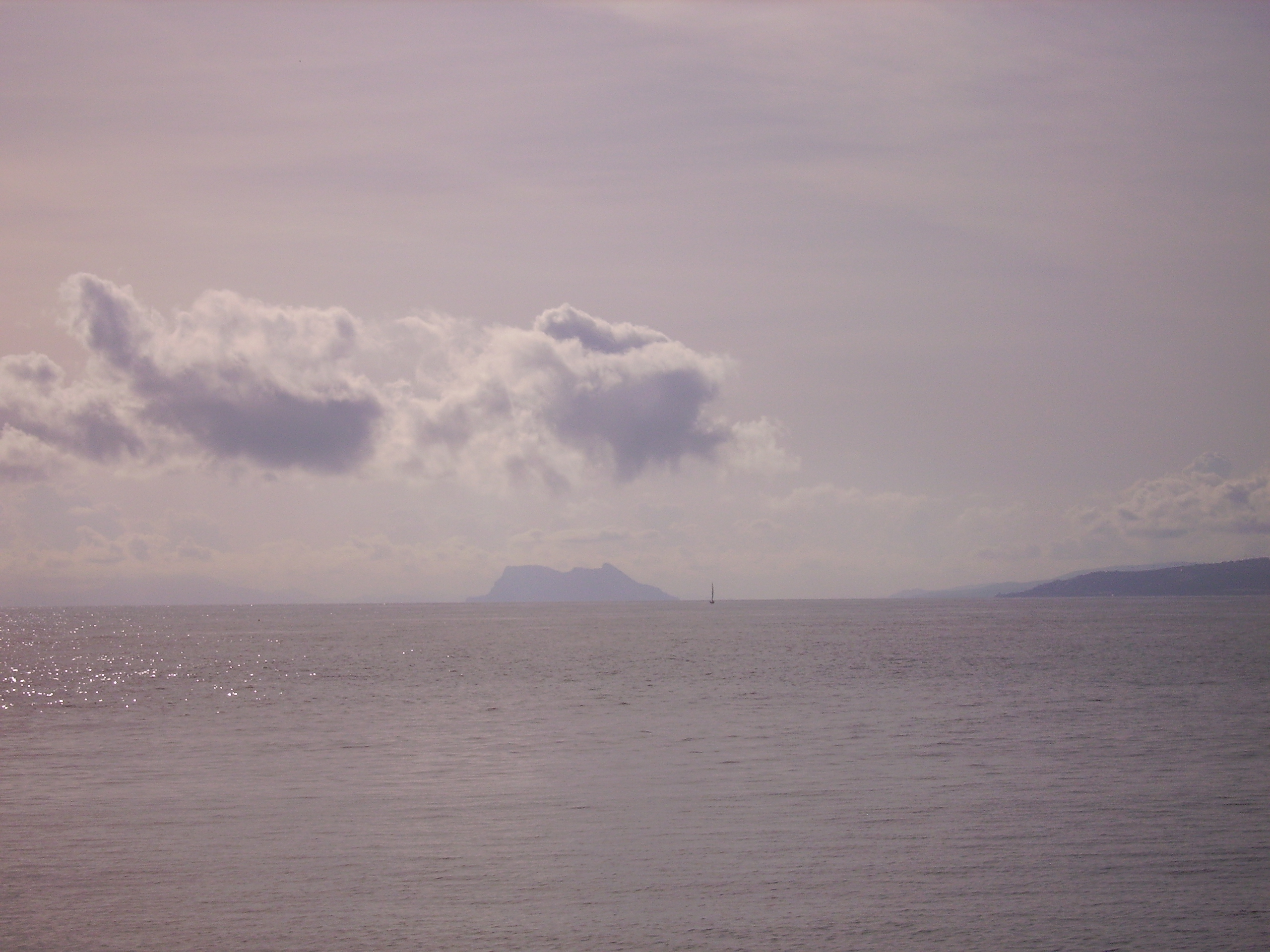